# Chiesa di San Giuseppe (Fara Novarese)

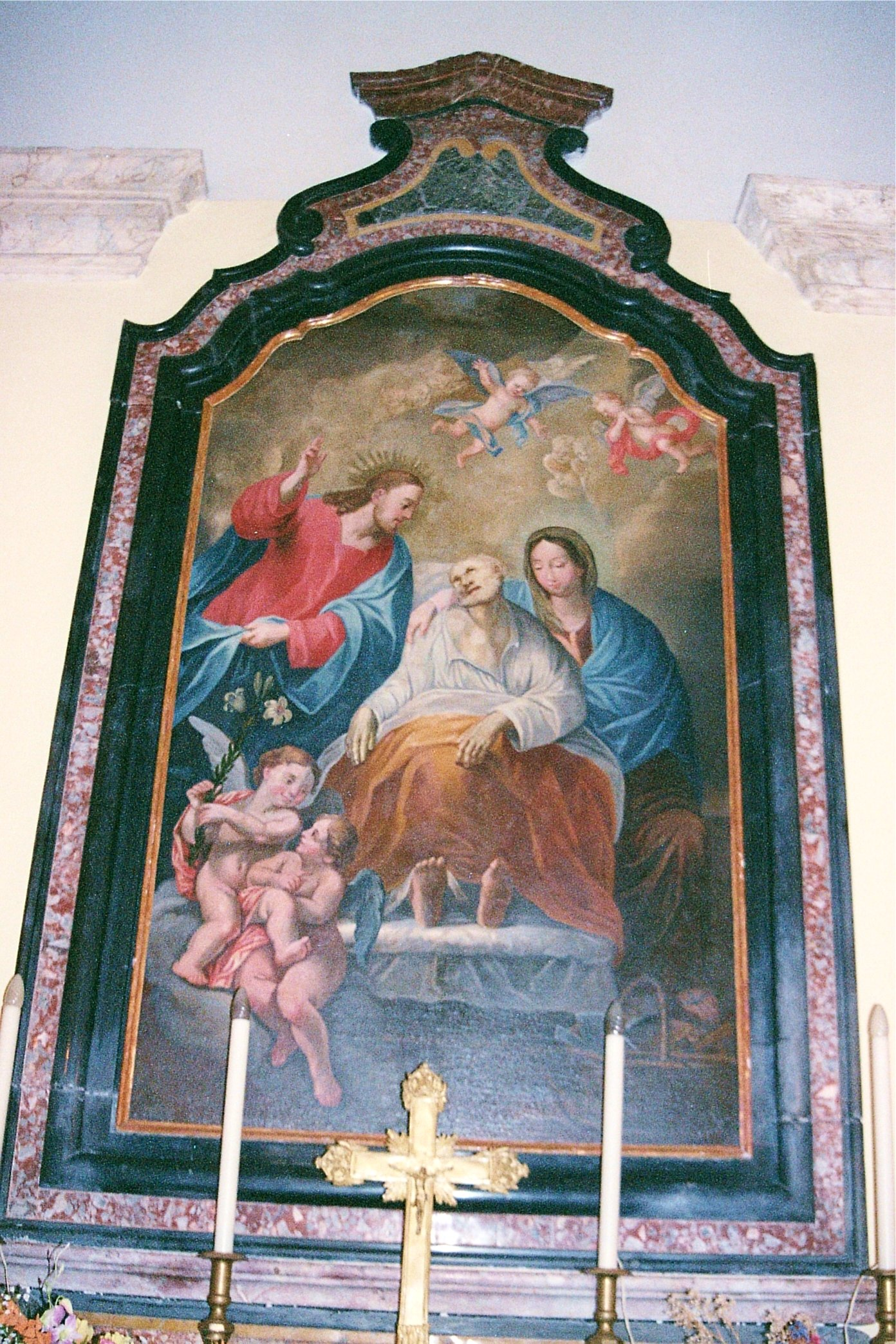
La Morte di San Giuseppe.

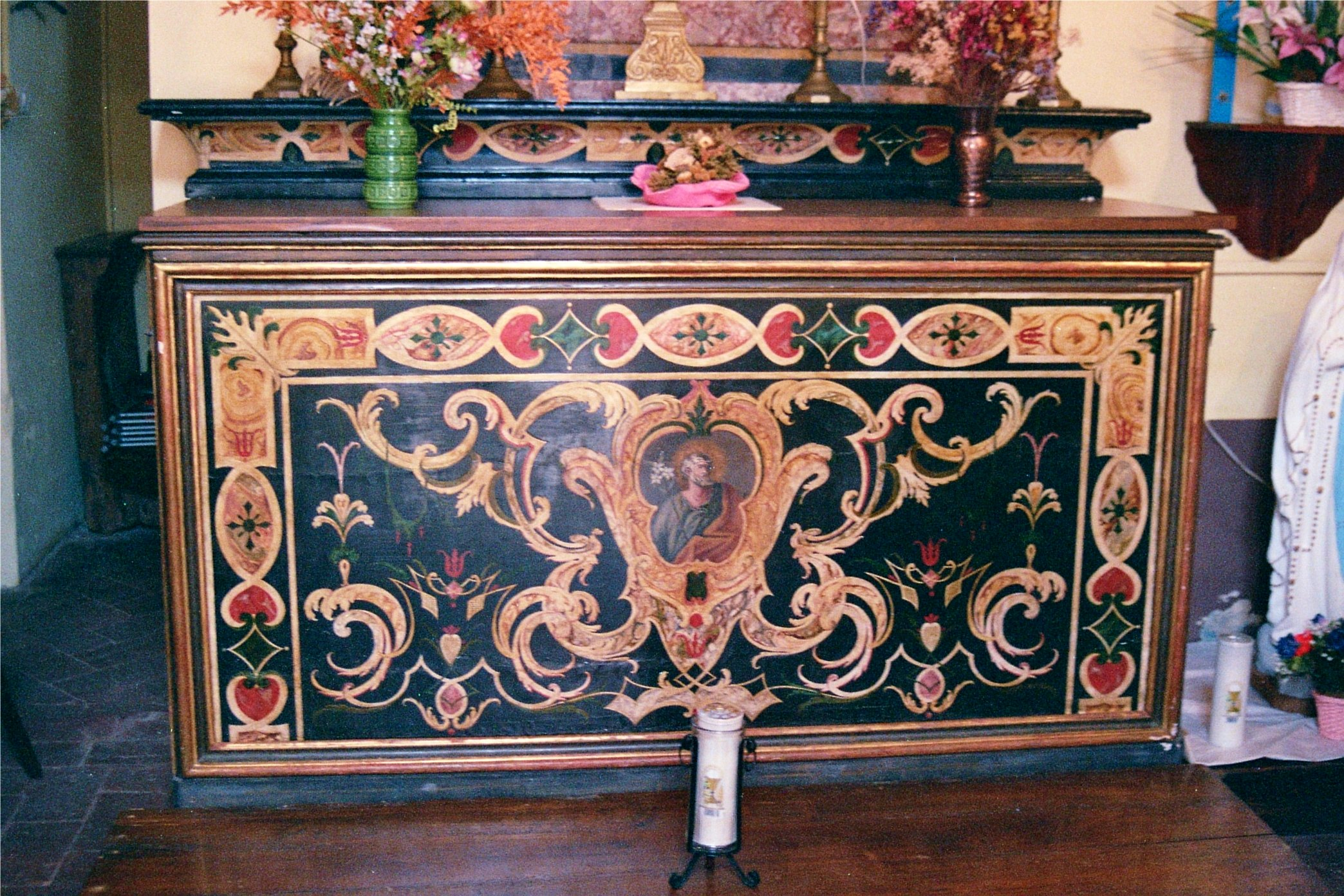
La fronte dell'altare ligneo. Nel clipeo centrale, San Giuseppe.

La chiesa di San Giuseppe si trova nella via omonima a Fara Novarese.

## Storia
La chiesa fu fatta costruire dal Canonico Domenico Prina nel 1728.
Nella relazione della visita pastorale del vescovo Marco Aurelio Balbis Bertone del 1761 è testimoniata già la presenza dell'attuale pala d'altare.
Il piccolo campanile a vela, contenente un'unica campanella, è più tardo della struttura originaria: venne eretto solo nel 1796.
Nel 1800 la chiesetta passò dai Canonici del Duomo di Novara in proprietà della famiglia Prolo di Fara, la stessa che fece erigere l'oratorio di San Giulio. Oggi il piccolo Oratorio è gestito dalla famiglia Pavesi e ogni anno, nella domenica più vicina al 19 marzo, festa del santo eponimo, si tiene una solenne celebrazione e un piccolo rinfresco.

## Arte
La facciata si presenta senza particolari ornamenti, il portone ligneo intrasiato a lacunari è fiancheggiato da due finestrelle e sormontato da una finestra rettengolare. Attualmente, la facciata della chiesa è incastrata tra le case adiacenti, i cui locali hanno occupato anche gli spazi al di sopra di essa ed il retro del campaniletto a vela.
Si presenta come una mononave, con presbiterio piatto, coperta da una volta a padiglione. Sul retro della zona presbiteriale si apre una piccola sacrestia, illuminata da finestre che danno sul retro del fabbricato.
L'altare, in cotto, venne fatto realizzare nel 1761. Il paliotto d'altare, ligneo, riccamente decorato ad imitazione degli intarsi di marmo artificiale rimese, presenta un medagione centrale con una rappresentazione a mezzo busto di San Giuseppe.
La pala d'altare, in una cornice marmorea, rappresenta la Morte di San Giuseppe, dipinta sicuramente prima del 1761. Vi è raffigurato San Giuseppe sul letto di morte, affiancato da Maria, che gli regge il capo, e da Gesù. Il Cristo è raffigurato contornato da angeli; di fronte a Maria è rappresentata una cesta contenente gli attrezzi da falegname di Giuseppe.
Da alcuni anni, nella chiesa viene venerata anche la statuetta della Vergine dei Poveri, apparsa a Banneux nel 1933.